# Påhlmans mekaniska verkstad
G. Påhlmans mekaniska verkstad var ett verkstadsföretag i kvarteret Elverket vid Fridhemsgatan i Ystad.
Det köptes av Carl Person & Söner 1953 och började tillverka järnvägsväxlar.